# Małgorzata Olejnik
Małgorzata Dorota Olejnik (Kielce, 3 juni 1966) is een Pools boogschutter en politicus.
Olejnik zit in een rolstoel. Vanaf 1996 schiet ze op de Paralympische Zomerspelen, ze bereikte in de individuele rondes telkens de top drie. Ze won goud in Atlanta (1996), zilver in Sydney (2000) en brons in Athene (2004). Ze kwalificeerde zich ook voor de spelen in Peking (2008).
Olejnek was 2005-2007 lid van de Sejm, het Poolse lagerhuis.

## Palmares
| 1996 Paralympische Zomerspelen (individueel) 2000 Paralympische Zomerspelen (individueel) | 2004 Paralympische Zomerspelen (individueel) |